# Agata Wasiluk
Agata Wasiluk (ur. 27 grudnia 2000) – polska lekkoatletka, sprinterka.
Zawodniczka MKS Żak Biała Podlaska (2014-2016), MKS Agros Chełm (2017-2020), AZS UMSC Lublin (od 2021). Mistrzyni Polski 2021 w sztafecie 4 × 400 metrów (wraz z Alicją Wroną, Wiktorią Drozd i Małgorzatą Hołub-Kowalik). Na mistrzostwach Polski w sztafetach w 2020 zdobyła złoto w sztafecie mieszanej 4 × 400 metrów oraz srebro w sztafecie 4 × 200 metrów. Halowa wicemistrzyni Polski 2021 w sztafecie mieszanej 4 × 400 metrów.